# ミゲール・デルトロ
ミゲール・アルフォンソ・デル・トロ（Miguel Alfonso del Toro、1972年6月22日 - 2001年10月6日）は、メキシコソノラ州出身のプロ野球選手。1999年から2000年までサンフランシスコ・ジャイアンツ、2001年に西武ライオンズでプレーした。ポジションは投手。

## 来歴・人物
1990年代の大部分をピッツバーグ・パイレーツ傘下のマイナーリーグで過ごしたが活躍の場を求めてメキシカンリーグでプレーした。1998年のキャンプでメジャー40人枠に残れずフリーエージェントとなった。その後1999年にはサンフランシスコ・ジャイアンツ傘下のトリプルAフレズノ・グリズリーズで先発投手、リリーフ投手として起用された。モントリオール・エクスポズ戦でカーク・ルーターをリリーフし2回を無失点に抑えてメジャー初勝利をあげた。2000年9月23日には最後の5イニングを投げて4奪三振し2勝目をあげた。ナショナルリーグ・ディビジョナルシリーズ第5戦のニューヨーク・メッツ戦がメジャー最後の登板となった。
2001年に西武に入団。入団当初の登録名は「ミゲール」であったがすぐ「デルトロ」に変更された。シーズン終了とともに戦力外になり帰国するがその直後、友人の運転する車に同乗中、トラクターとの衝突事故に遭い29歳で死去した。彼の亡くなった後には妻と2人の子供が残された。彼の死を悼み、2002年の1年間のみ西武は背番号32を欠番とし、2003年に細見和史がつけるまでは欠番になっていた。スライダー、チェンジアップ、カーブ、シンカーが武器だった。

## 詳細情報

### 年度別投手成績
| 年 度    | 球 団    | 登 板 | 先 発 | 完 投 | 完 封 | 無 四 球 | 勝 利 | 敗 戦 | セ 丨 ブ | ホ 丨 ル ド | 勝 率 | 打 者 | 投 球 回 | 被 安 打 | 被 本 塁 打 | 与 四 球 | 敬 遠 | 与 死 球 | 奪 三 振 | 暴 投 | ボ 丨 ク | 失 点 | 自 責 点 | 防 御 率 | W H I P |
| -------- | -------- | ----- | ----- | ----- | ----- | -------- | ----- | ----- | -------- | ----------- | ----- | ----- | -------- | -------- | ----------- | -------- | ----- | -------- | -------- | ----- | -------- | ----- | -------- | -------- | ------- |
| 1999     | SF       | 14    | 0     | 0     | 0     | 0        | 0     | 0     | 0        | 0           | ----  | 102   | 23.2     | 24       | 5           | 11       | 0     | 0        | 20       | 0     | 0        | 11    | 11       | 4.18     | 1.48    |
| 2000     | SF       | 9     | 1     | 0     | 0     | 0        | 2     | 0     | 0        | 0           | 1.000 | 77    | 17.1     | 17       | 3           | 6        | 2     | 2        | 16       | 2     | 0        | 10    | 10       | 5.19     | 1.33    |
| 2001     | 西武     | 14    | 1     | 0     | 0     | 0        | 1     | 1     | 0        | --          | .500  | 89    | 19.1     | 28       | 3           | 5        | 0     | 0        | 19       | 2     | 0        | 12    | 12       | 5.59     | 1.71    |
| MLB：2年 | MLB：2年 | 23    | 1     | 0     | 0     | 0        | 2     | 0     | 0        | 0           | 1.000 | 179   | 41.0     | 41       | 8           | 17       | 2     | 2        | 36       | 2     | 0        | 21    | 21       | 4.61     | 1.41    |
| NPB：1年 | NPB：1年 | 14    | 1     | 0     | 0     | 0        | 1     | 1     | 0        | --          | .500  | 89    | 19.1     | 28       | 3           | 5        | 0     | 0        | 19       | 2     | 0        | 12    | 12       | 5.59     | 1.71    |

### 記録
NPB
- 初登板：2001年4月14日、対千葉ロッテマリーンズ4回戦（千葉マリンスタジアム）、3回裏に2番手で救援登板、3回1/3を1失点
- 初奪三振：同上、3回裏に立川隆史から
- 初先発：2001年4月25日、対大阪近鉄バファローズ4回戦（大阪ドーム）、3回1/3を5失点で敗戦投手
- 初勝利：2001年4月30日、対千葉ロッテマリーンズ8回戦（西武ドーム）、5回表に3番手で救援登板、2/3回を無失点

### 背番号
- 37（1999年 - 2000年）
- 32（2001年）